# Craighill Channel Upper Range Front
Le phare de Craighill Channel Upper Range Front (en anglais : Craighill Channel Upper Range Front Light) est un feu d'alignement antérieur du chenal Craighill supérieur menant au port de Baltimore en baie de Chesapeake dans le Comté de Baltimore, Maryland. Il fonctionne conjointement avec le Craighill Channel Upper Range Rear.
Il est inscrit au Registre national des lieux historiques depuis le 2 décembre 2002 sous le n° 02001415 .

## Historique
Ce phare a été construit en 1886 dans le cadre d’une paire de phares d’alignement pour marquer le chenal de coupure Craighill, récemment creusé. Une petite structure en brique a été construite sur la fondation de l'ancien feu. Une maison de gardien a été construite sur le rivage, et un long pont en bois permettait d'accéder à la lumière elle-même. Le feu initial était un phare de locomotive affichant un feu blanc fixe.
Trois ans après les améliorations apportées à la maison du gardien en 1890, le pont qui mène au phare est détruit par une tempête. Plutôt que de le reconstruire, le phare a été déplacé et le gardien s'y est installé. Le phare a été électrifié et automatisé en 1929. C'est toujours une aide active à la navigation.

## Description
Le phare  est une tour octogonale en brique de 5,5 m de haut, dont la lumière émet d'une fenêtre. Le bâtiment est peint en rouge avec une bande blanche centrale. Il émet, à une hauteur focale de 4,5 m, un feu fixe rouge en continu, jouer et nuit. Sa portée n'est pas connue.
Identifiant : ARLHS : USA-200 ; USCG : 2-8090 ; Admiralty : J2252 .

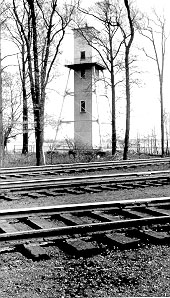
Phare arrière (photo USCG).
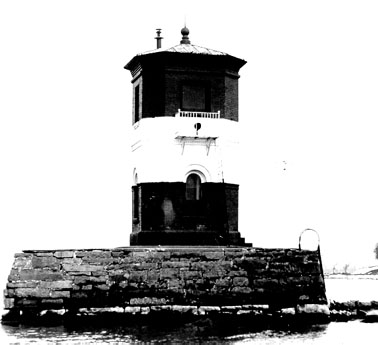
Phare avant (photo USCG).

### Lien connexe
- Liste des phares du Maryland